# کاسینو
کاسینو (به ایتالیایی: Cassino) یک کومونه در ایتالیا است که در استان فروزینونه واقع شده‌است.

## خصوصیات
کاسینو ۸۲٫۷۷ کیلومترمربع مساحت و ۳۴٬۹۹۴ نفر جمعیت دارد و ۴۰ متر بالاتر از سطح دریا واقع شده‌است.

## خواهرخوانده
شهرهای اوژیتسه، کاوارتزره، Steglitz-Zehlendorf، زاموشچ، فالز، کالوادس، تیشی، North York، کارلووی واری، اورتونا، Casino, New South Wales، Senglea، جی لنو، اولیندا و ونفرو خواهرخوانده‌های کاسینو هستند.